# Les Baisers de secours
Les Baisers de secours je francouzské filmové drama z roku 1989, které natočil režisér Philippe Garrel podle scénáře, který napsal spolu s Marcem Cholodenkem. Jde o jejich první společný scénář, později spolupracovali na mnoha dalších. Garrel rovněž po boku své manželky Brigitte Sy a syna Louise ztvárnil jednu z hlavních rolí. Pro Louise Garrela šlo o první a na dalších dvanáct let také poslední filmovou roli. Dále ve filmu hrají například Garrelův otec Maurice Garrel, Anémone a Yvette Étiévant. Jde o první ze dvou Garrelových filmů, ke kterým složil hudbu Barney Wilen. Magazín Time Out snímek zařadil na 84. příčku žebříčku sta nejlepších francouzských filmů.